# Galerie Neue Meister

La Galerie Neue Meister (Galerie des Maîtres Nouveaux) est un musée situé dans l'Albertinum, à Dresde, Allemagne. Il fait partie du complexe des Collections nationales de Dresde.

## Histoire de la collection
Ce n'est qu'en 1959 que la Galerie Neue Meister fut officiellement fondée. La collection du musée est alors composée d'une majorité d'œuvres qui étaient jusque-là exposées à la Gemäldegalerie Alte Meister, car celle-ci avait commencé à se tourner vers l'art contemporain à partir de 1843. L'éclosion de l'art contemporain dans les Collections nationales de Dresde est alors étroitement liée au Ministre d'État saxon Bernhard von Lindenau (1779-1854), qui a mis à disposition de la Gemäldegalerie Alte Meister des moyens financiers importants pour permettre l'acquisition des œuvres d'art contemporain. Cette tradition de l'intérêt porté à l'art de son époque a perduré au XXe siècle, avec un intérêt porté à l'avant-garde internationale et les œuvres contemporaines de peintres de Dresde. 
Au XIXe siècle, l'accrochage moins dense des tableaux dans la Gemäldegalerie Alte Meister et le nombre croissant des acquisitions pour le département des Maîtres Nouveaux rendaient nécessaire la construction d'un édifice dans lequel prendrait place la peinture moderne. En 1914, la diète de Saxe accorda des fonds pour le nouveau bâtiment qui fut mis en chantier en 1916 au bord de l'étang du Zwinger, sur les plans de Oskar Pusch. Mais dans les années qui suivirent, la construction ne put être réalisée; les peintures furent cependant transférés, par manque de place, dans un premier temps majoritairement au numéro 7 de la Parkstrasse, puis en 1931 dans la Sekundogenitur.
La collection, dirigée alors par Hans Posse, a subi des pertes importantes sous le régime nazi, 56 de ses peintures étant déclarées art dégénéré, notamment celles d'artistes comme Edvard Munch, Max Beckmann ou Emil Nolde. 
En 1965, après le retour des œuvres qui avaient été confisquées par l'Armée Rouge à la fin de la Seconde Guerre Mondiale, la Galerie s'implanta dans l'Albertinum, où elle se trouve toujours.

## La collection
La Galerie Neue Meister possède des œuvres datant du début du XIXe siècle jusqu’au présent. Elle est considérée comme un des musées les plus importants de la peinture moderne. La plus grande attraction du musée est le répertoire exceptionnel d’œuvres d’art du romantisme allemand, parmi lesquelles certaines des œuvres principales de Caspar David Friedrich comme Deux hommes contemplant la lune. Un autre groupe considérable est celui des peintures d’impressionnistes français (Claude Monet, Edgar Degas, Édouard Manet) et allemands (Max Liebermann). Les expressionnistes sont représentés avant tout par l’association artistique de Dresde « Die Brücke », parmi lesquels Emil Nolde, mais aussi par Oskar Kokoschka.
En plus de la peinture classique moderne, des tableaux d’Otto Dix, de Pablo Picasso, de Gustav Klimt, du nouveau réalisme et de l’art d’après-guerre font partie de la collection. La Galerie Neue Meister a présenté, comme un des points forts de l’art contemporain, de nombreuses œuvres d'artistes de la région célèbres dans le monde entier comme Gerhard Richter, Georg Baselitz ou Eberhardt Havekost.

### Œuvres
Caspar David Friedrich
- Deux Hommes contemplant la Lune
- Dolmen sous la neige
- L'Entrée du Cimetière
- Tombeau Hun à l'Automne
- Vue de la Vallée de l'Elbe
- Arbres et arbustes sous la neige
- Le Retable de Tetschen
- Felspartie im Harz
- Navires dans le port, le soir

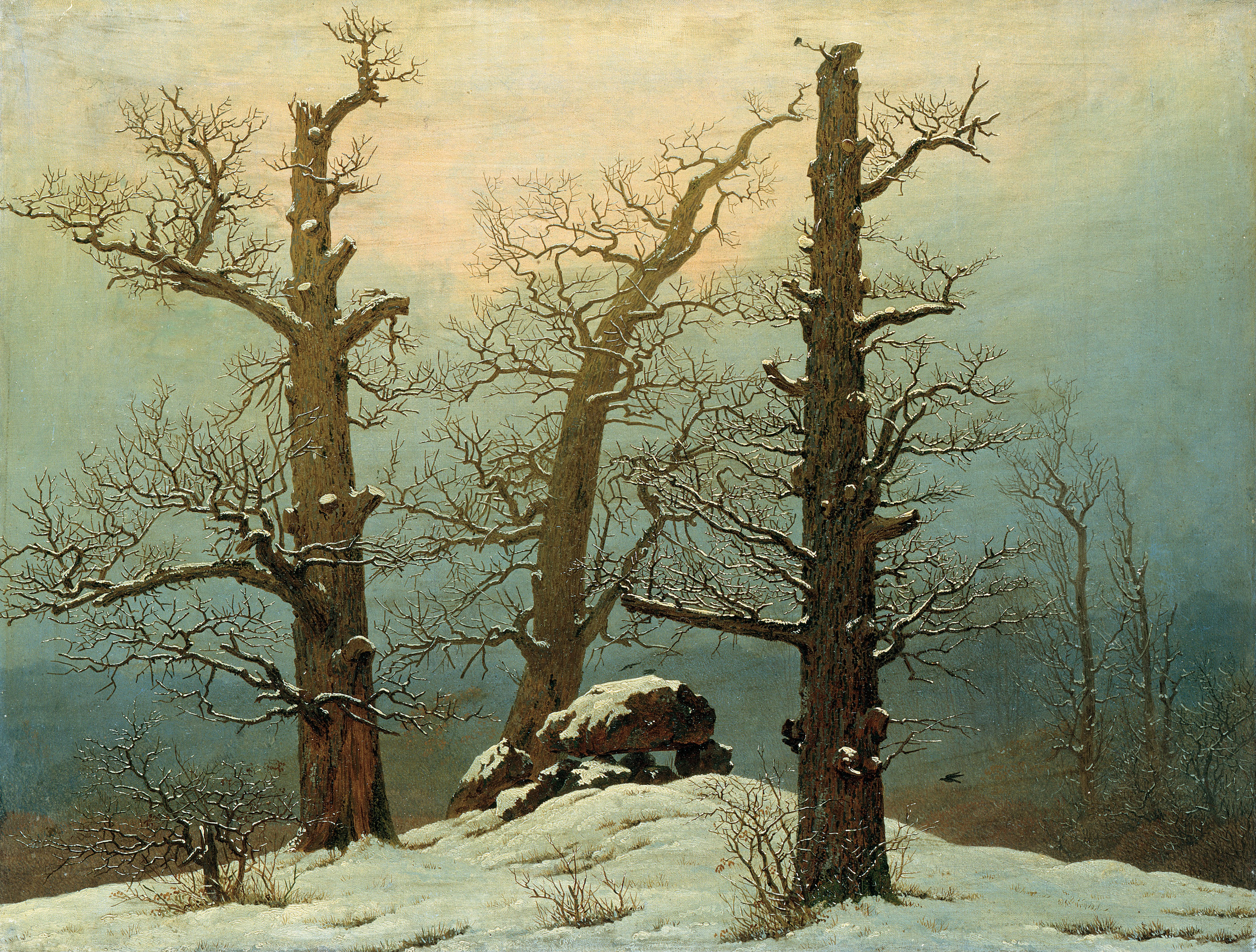
Caspar David Friedrich : Dolmen sous la neige, 1807.
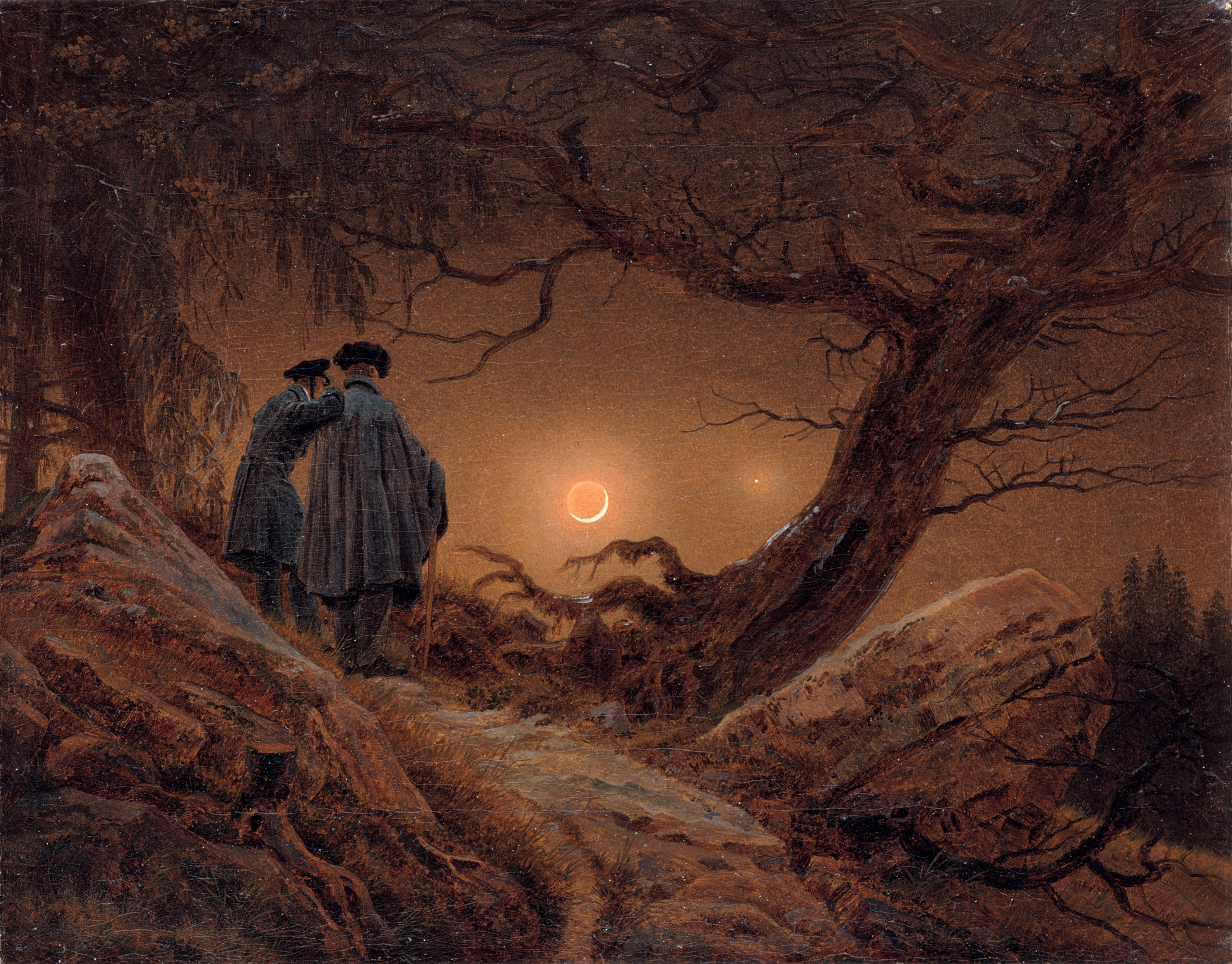
Caspar David Friedrich, Deux hommes contemplant la Lune, 1819.
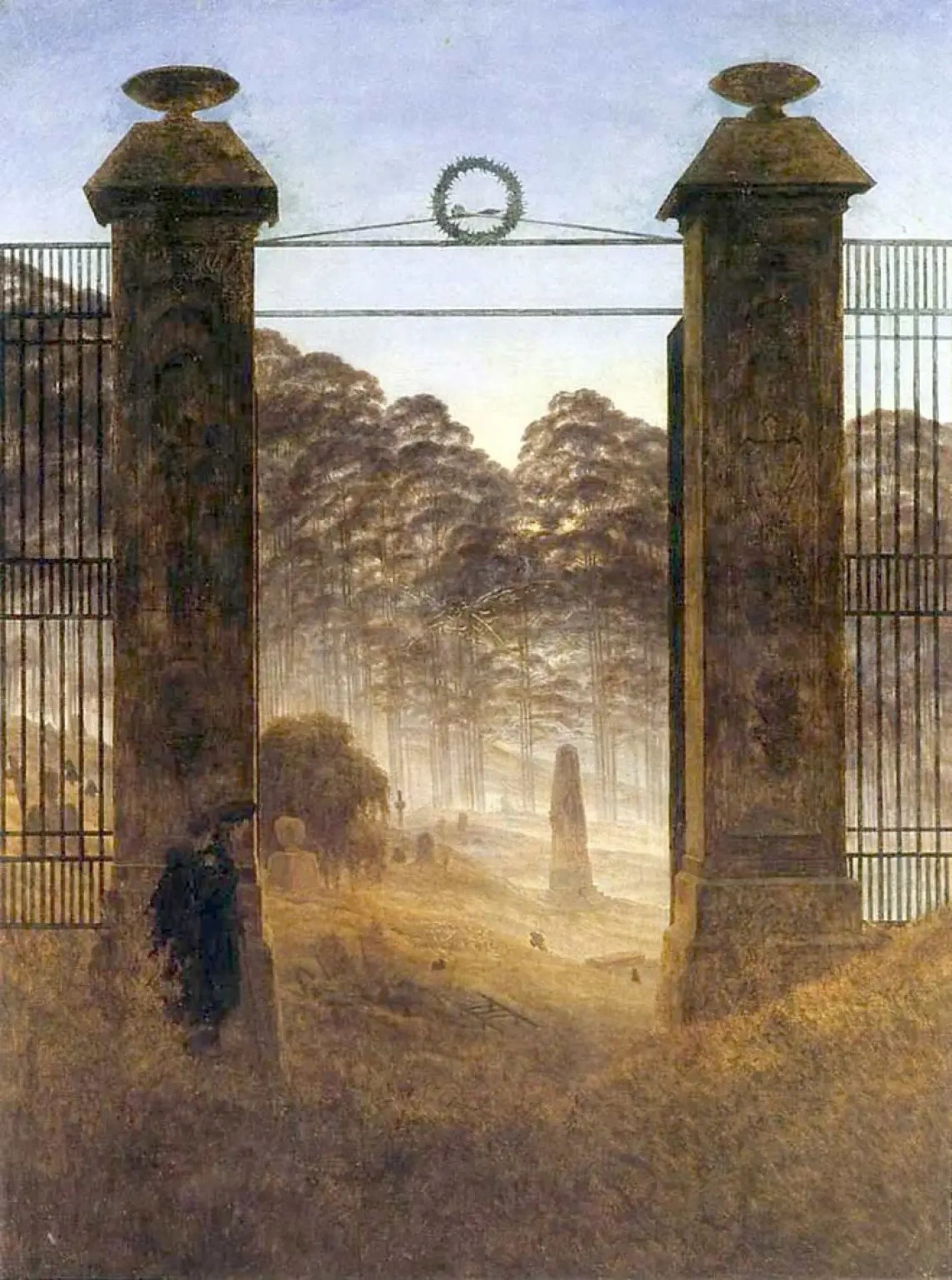
Caspar David Friedrich, L'Entrée du cimetière, 1825.

Otto Dix, La Guerre, 1929-1932.

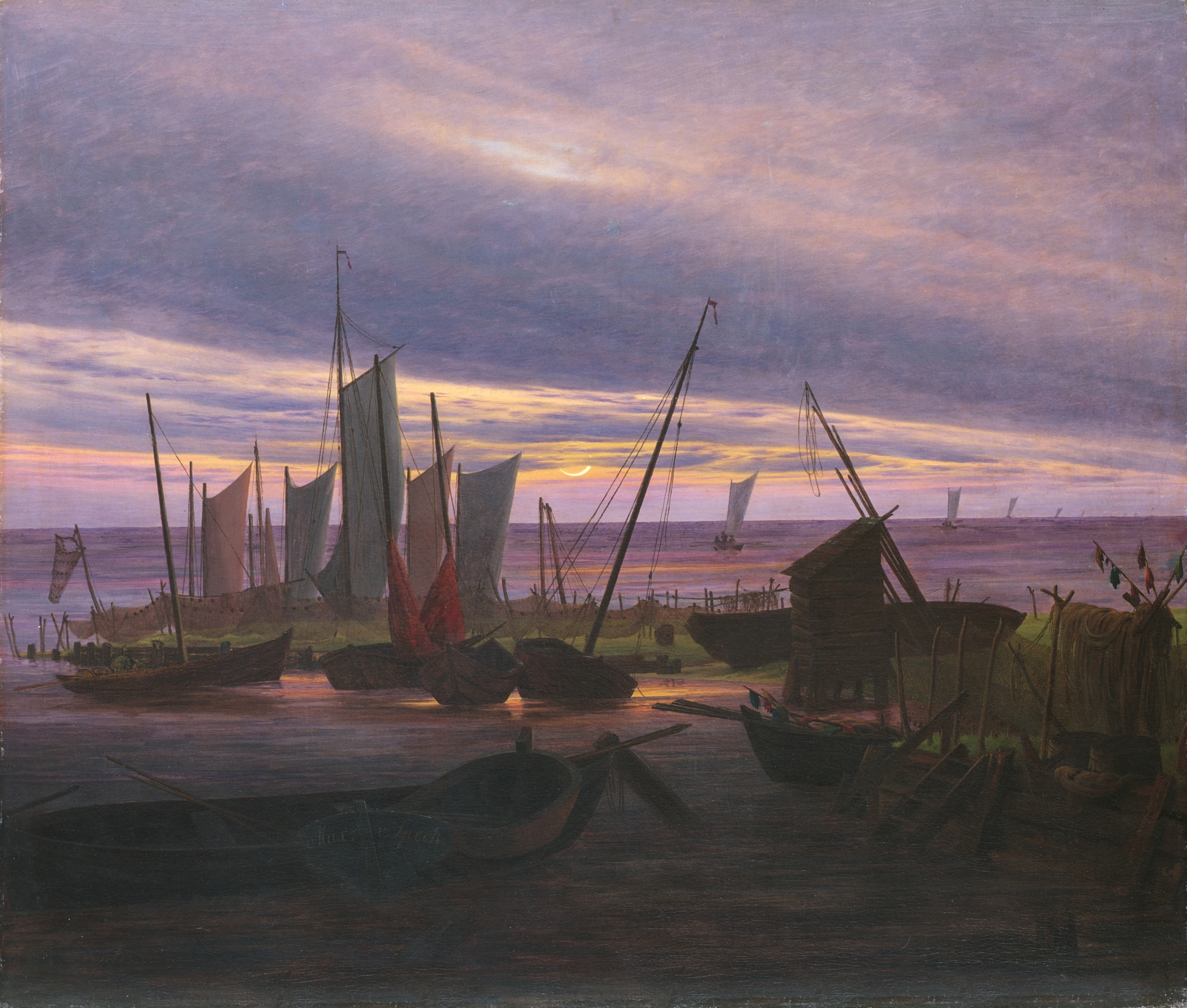
Caspar David Friedrich, Navires dans le port, le soir, 1828.
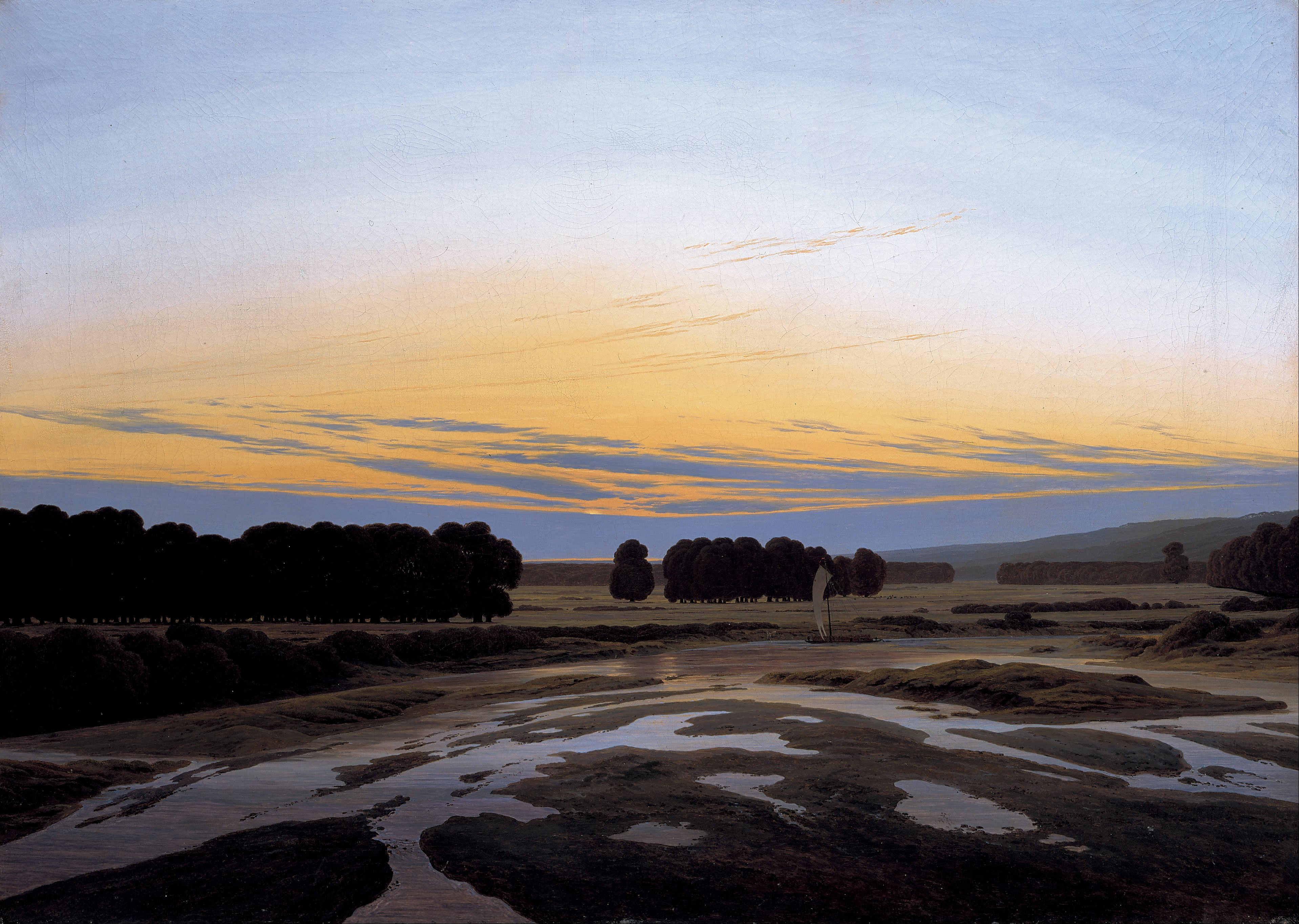
Caspar David Friedrich, La Grande Réserve, 1832.

Otto Dix
- La Guerre

Gustav Klimt
- Forêt de Hêtres

Hans Heinrich Palitzsch
- Drapeaux dans les nuits

Toulouse Lautrec
- Les Deux Amies

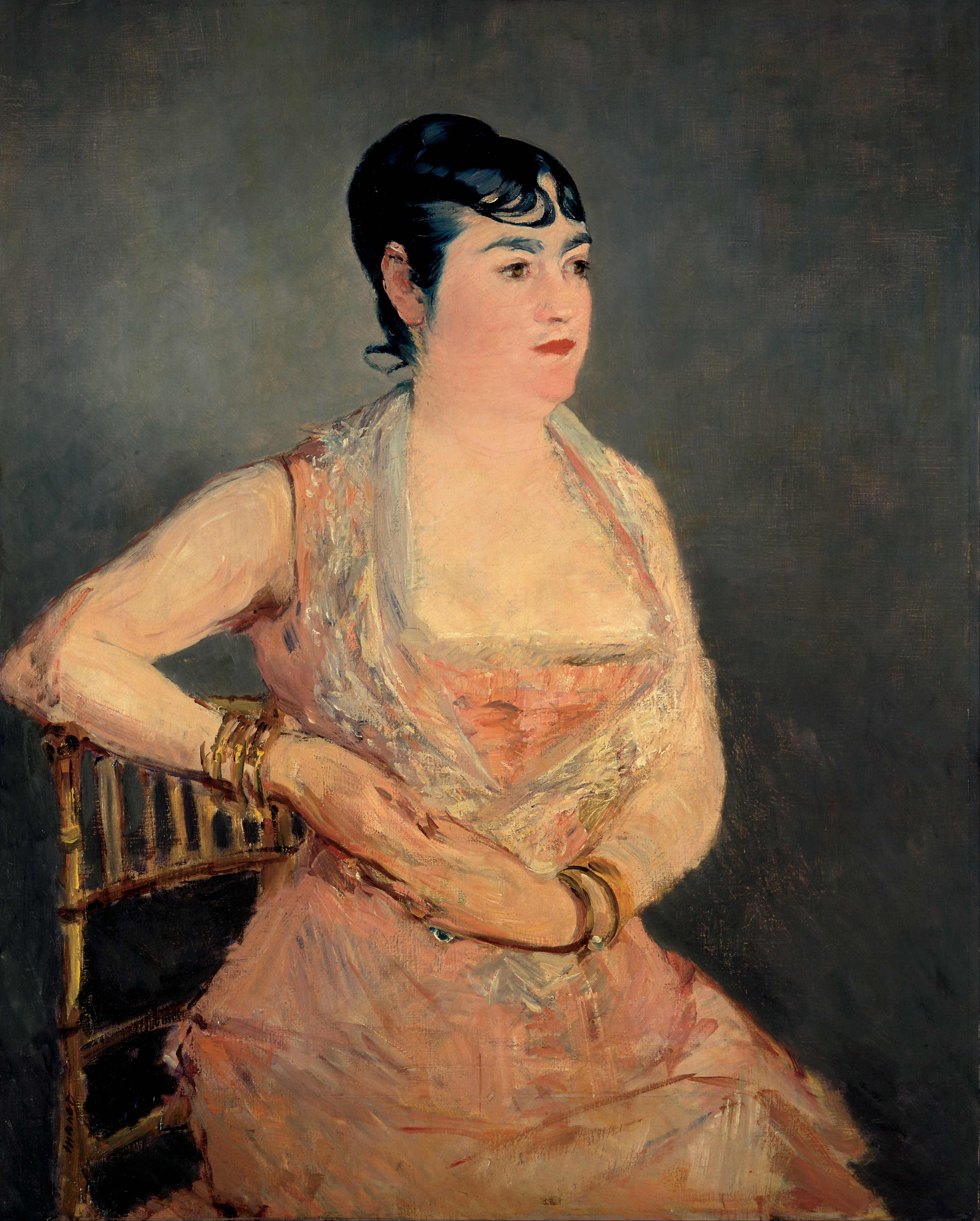
Édouard Manet : Femme en rose, 1880.
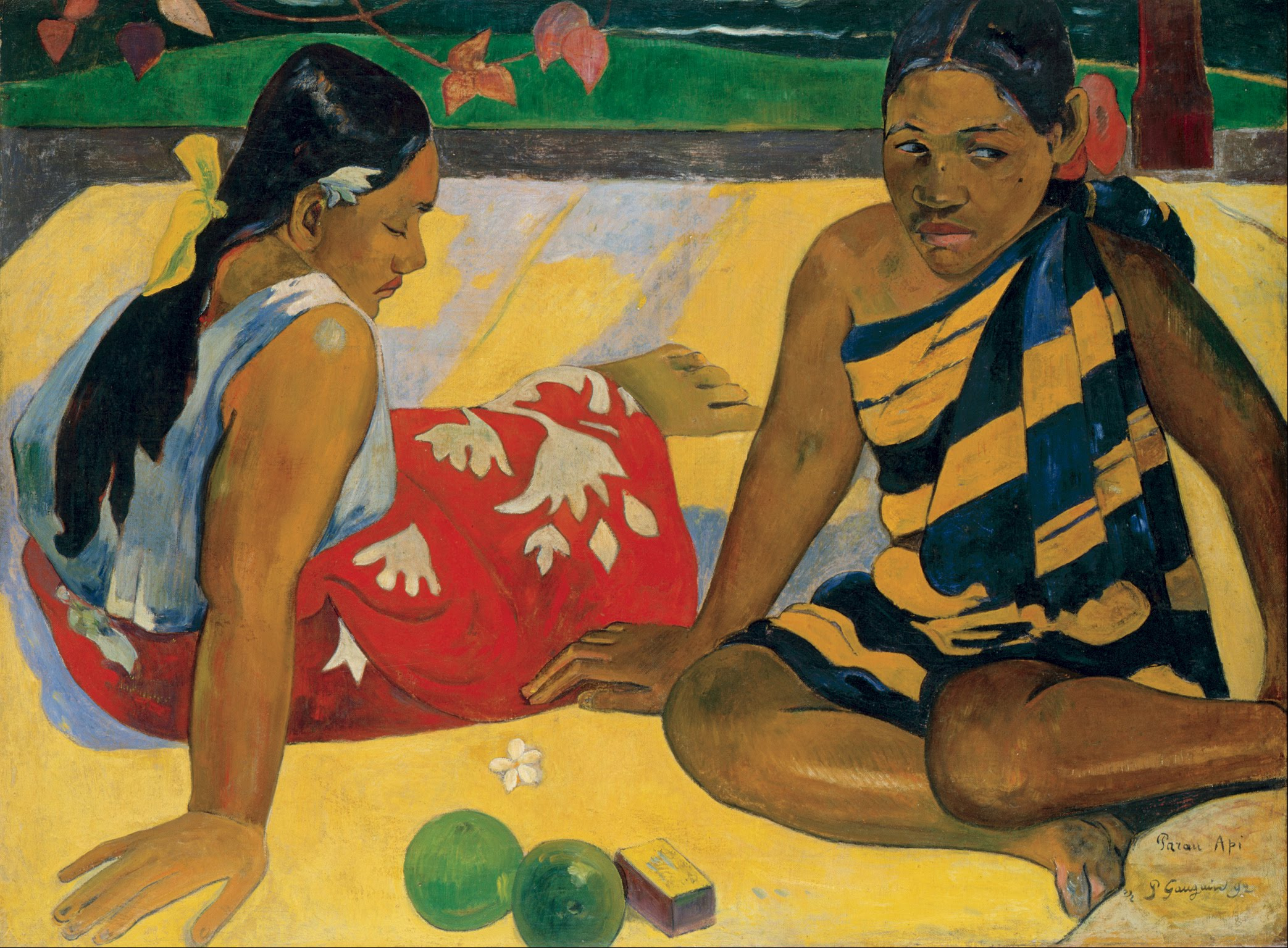
Paul Gauguin : Parau Api, 1892.
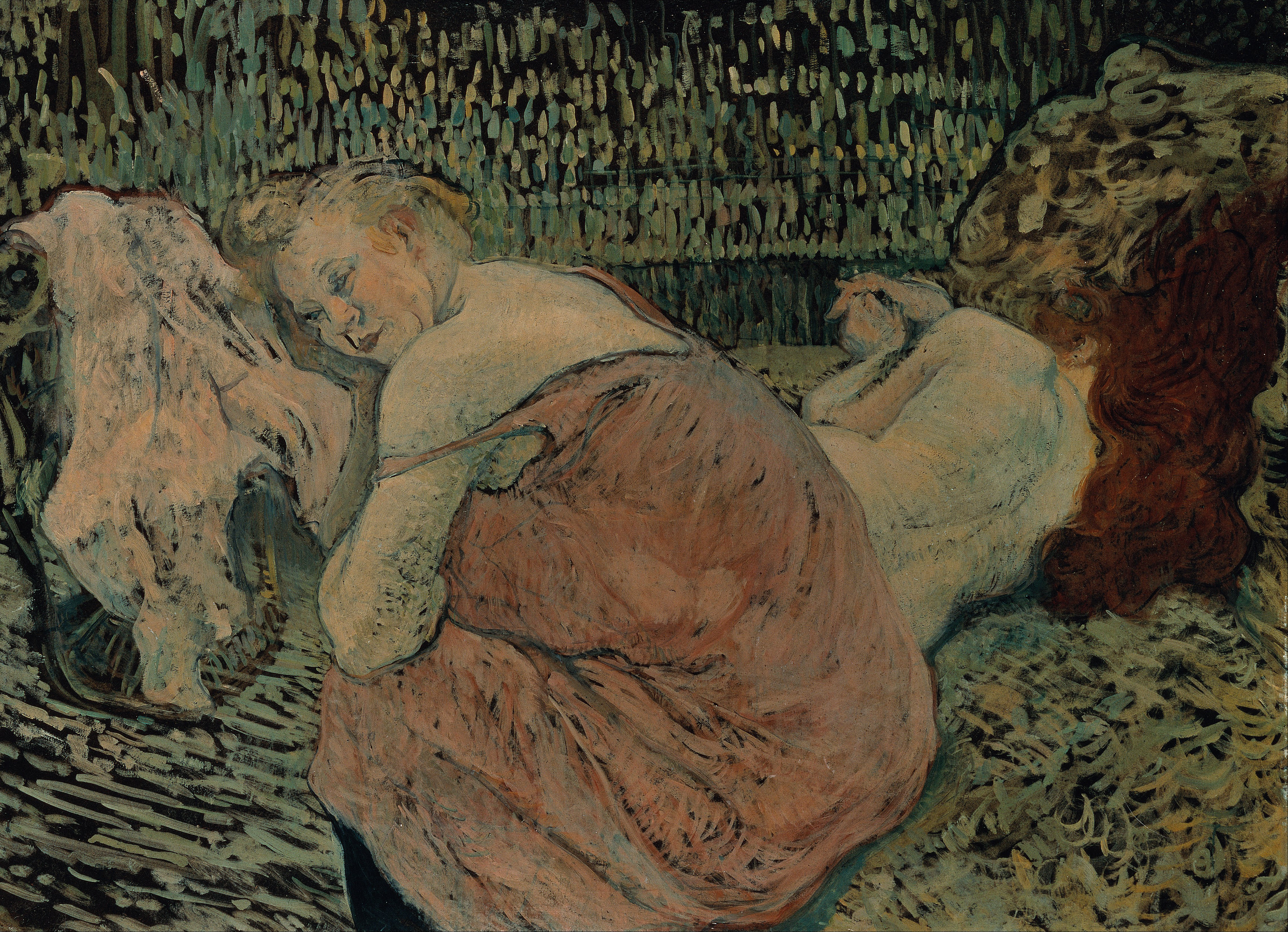
Toulouse Lautrec : Deux Amies, 1895.
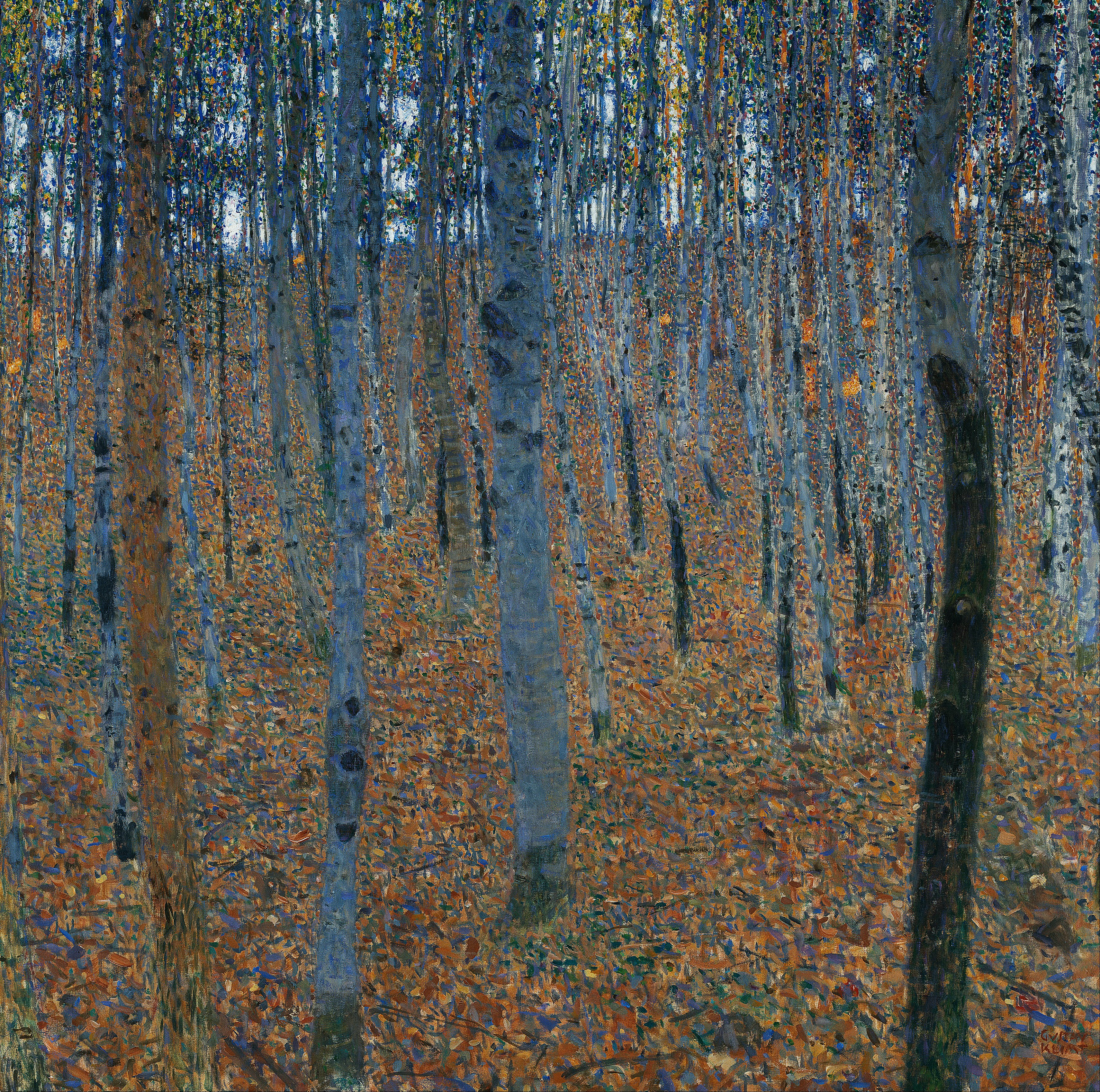
Gustav Klimt : Forêt de hêtres, 1902.

## Pourquoi Neue Meister?
La Galerie Neue Meister a un nom qui veut clairement marquer la différence avec la Gemäldegalerie Alte Meister. Les œuvres de la Galerie Alte Meister remontent pourtant jusqu'au début du XIXe siècle, période du romantisme allemand, et il n'est pas évident que Caspar David Friedrich soit un "artiste moderne". Mais "Neue Meister" fait référence au nouveau mode de pensée qui se développe à partir du début du XIXe siècle : la façon dont le monde d'aujourd'hui aborde la conscience de l'homme et les valeurs qui l'orientent s'enracine dans cette période.

## Sources
- Dossier de presse distribué lors de l'inauguration de l'Albertinum par les Collections nationales de Dresde
- Das Neue Albertinum, Kunst von der Romatink bis zur Gegenwart, Deutscher Kunstverlag, 2010
- Chefs-d'œuvre de Dresde, Galerie de peintures des maîtres anciens, E. A. Seeman, 2001